# شيري ميمون
شيري ميمون (بالعبرية: שירי מימון // بالفرنسي: Shiri Maimon) (وُلِدتْ في-17 أيار 1981 في كريات حاييم، حيفا) هي مُغنِّية، وممثِّلة ومذيعة تلفزيون إسرائيليَّة. والدها يهودي من أصل يوناني وسوري وأمّها يهوديَّة جزائريَّة.
ذاعَت شُهرَةُ شيري ميمون، التي مارَسَت الغناءَ منذُ صِغَرها، عام 2003 بعد أن وصَلت إلى التّصفيات النّهائيَّة في الموسم الأوَّل من البرنامج التلفزيوني «ولادة نجم» (وهو برنامج على طراز: ستار أكاديمي. وبعد عامين (أي في عام 2005) مثَّلت إسرائيل في مسابقة الغناء الأوروبيَّة «أوروفزيون» بأغنية: «الصمت الذي يبقى» وحصَلت بهذه الأغنية على المرتبة الرّابعة، وفي نفس العام أصدرت ألبومها باكورة أعمالها ونالت بفضله لقب «مغنِّية العام»، وهو لقب حصلت عليه مرارًا خلال حياته الفنّية. وفي عام 2008 أصدرت ألبومها المشهور «لحظة قبل أن...» ونال نجاحًا كبيرًا كما أصدرَت ألبومها-"Standing on My Own" باللّغة الإنجليزيَّة، ولم يُحرِز نجاحًا يُذكَر.
وغدت خلال ذلك مقدِّمة برنامج تلفزيوني («أكزيت») وممثِّلة سينمائيَّة («NO مخرج»)، وممثِّلة تلفزيونيَّة، في مسلسل («بنات سيئات السمعة»)، وشارَكت في مسرحيَّة («الفرقة»).

## حياتها

### طفولتها
نشأت ميمون في بلدة كريات حاييم، وكان أوَّل ظُهور لها على منصَّة مهرجان المسرح (بالعبريَّة: فستيجال) وذلك عام 1991، عندما كانت في العاشرة من عُمرِها. وشاركت بعد ذلك في فرقة الأطفال «المجد» (بالعبريَّة: هَتِهيلا)، وكانت عضوًا في فرقة «لقاء على التلّة» (بالعبريَّة: مفجاش بريخِس)، وهي فرقة للشّبيبة الوطنيَّة. قضت خدمتها العسكريَّة في صفوف جوقة سلاح الطّيران الإسرائيليّ، والتقت أثناء خدمتها بمن سيغدو فيما بعد مُقدِّم برنامج «ولادة نجم» تسفيكا هدار، الذي كان يعملُ مخرجًا للفرقة الموسيقيَّة التّابعة لسلاح الجوّ. شاركت في عام 2001 بالشّريط التّصويريّ لأغنية «لو كُنت» التي أدّتها الفرقة الإسرائيليَّة المشهورة «تيبِكس». وبعد أن أتمَّت خدمتها العسكريَّة انتقلت للسُّكنى في مدينة إيلات، فعملت هناك عامًا ونصف نادِلة في أحد المقاصِف، ومُغنِّية في نادي «إكزايت».

### ولادة نجم
ذاع صيت شيري ميمون بعدما شاركت في برنامج ولادة نجم. وقد غنَّت خلال البرنامج أغنية: «متدثِّر بالرَّحمة» الأغنة المشهورة التي تُغنِّها المطربة الإسرائيليَّة الإيرانيَّة الأصل «ريتا»، وغنَّت في مرحلة التّصفيات نصف النّهائيّة أغنية «عندما تكونين حزينةً» التي يؤدّيها المطرب عمير بنايون. وصلت شيري ميمون إلى التّصفيات النّهائيَّة، وتنافست على المرتبة الأولى مع المغنِّية نينت طيب والمغنّي شاي جبسو. خسرت في التّصفية النّهائيّة أمام نينت طيب، وحصلت على المرتبة الثّانية بعدما أدَّت أغنية «دون كيخوته» للمغنِّية دانا إنترناشينال التي كتبها ولحّنها نينو أورسيانو.

### سطوع نجمها في الغِناء
أصدرت ميمون عام 2004 ألبومها المفرَد «إلى أن تفهمني»، وهو من تأليف وتلحين المغنِّية بيتي. وفي عيد الأنوار من نفس العام لعبت شيري ميمون دورًا رئيسيًّا في المسرحيَّة الغِنائيَّة «ماما ميا».
شاركت شيري ميمون عام 2005 في مسابقة التّمهيد للأوروفزيون بأغنية "[[الصمت الذي. وبعد فوزها أصدرت التسجيل الأول لهذه الأغنية. بهذه الأغنية مثلت شيري ميمون دولة إسرائيل في مسابقة الغناء الأوروبيَّة الأوروفزيون التي جرت 21 من أيّار عام 2005 في كييف في أوكرانيا، وحصلت أغنيتها على المرتبة الرّابعة (وهي أعلى رتبة حصلت عليها إسرائيل في هذه المسابقة منذ عام 1998).
أصدرت في تمّوز 2005 أغنيتها الثّالثة «حُبّ صغير»، من تأليف وتلحين دور دانئيل، وقامت بتصوير فيديو كليب لهذه الأغنية أيضًا. في مطلع عام 2005 صدر ألبومها الأوَّل «شيري ميمون: الألبوم»، وفي شهر تشرين الأوَّل أصدرت الأاغنية الرّابعة، «كم من مرَّةٍ»، وهي من تأليف وتلحين روعي لابي. وفي كانون الثّاني عام 2006 أصدرت الأغنية الخامسة والأخيرة من الألبوم الأوَّل «أينّما تذهبين» من تأليف رامي كلاينشتاين وتامي ساطماري، ولحّنها كلاينشتاين. فازت ميمون بلقب: «امرأة العام في الموسيقى» في حفل «شخصيّات العام» الذي جرى عام 2005، كما حصلت على لقب: «مغنِّية العام» في مسابقة الأغاني العبريَّة السّنويَّة لقناة الإذاعة الثّالثة (ريشِت جيمل). اختيرت أغنية «الصَّمت الذي يبقى» كأفضل أغنية في ذلك العام. وفي شهر شباط من عام 2006 حصلت ميمون على الألبوم الذّهبي بعد أن باعت قرابة 20,000 نسخة من ألبومها المذكور. وقد منحت هذا الألبوم في نادي «زفَّة»، في ظهورها الأوَّل الذي افتتحت به عروضها في أنحاء البلاد ذلك العام.
مع حلول عيد الأنوار عام 2005 شاركت ميمون في المهرجان المسرحيّ "أبطال خارقون"، وأدَّت ثلاث أغنيات من الأغاني التي يتضمّنها ألبومها، وهي: "حبٌّ صغير"، "الصَّمتُ الذي يبقى"، و"أينما تذهبين". في العاشر من كانون الأوَّل عام 2007 أصدرت أغنيتها المفرَدة من ألبومها الثّاني، "الصّفح خيرٌ" من تأليف أفينوعام حاي سمحي، ومن تلحين عيدو رتسون، ولكنّه لم تصوِّر فيديو كليب للأغنية. صدر ألبومها الثّاني، وعُنوانه: "لحظة قبل أن..." في العاشر من شهر كانون الثّاني عام 2008. وفي الرّابع من شباط 2008 صدرت أغنيتها المفرَدة الثّانية من ألبومها: "عندما غادَرتَ"، من تأليف شيري ميمون نفسها، ومن تلحين حيزي شاكيد. في 26 آذار من نفس العام أصدرت أغنيتها "أحبّي نفسك قليلاً"، وفي 24 حزيران أصدرت أغنيتها: "وأردتُ أن تعلمي"، مع فيديو كليب أثار لغطًا وانتقاداتٍ شديدة في الشّارع الإسرائيلي بسبب ظهور شيري ميمون في الفيديو وهي تتبادل القبلات مع فتاة أخرى (يراجع بهذا الصَّد المقالة التي نشرها موقع صحيفة "يديعوت أحرونوت" في تمّوز عام 2008، بعنوان: "شيري ميمون تعرض على الملأ الحبّ بين النِّساء"، ومع هذا فازت ميمون في نفس العام بلقب: «مغنِّية العام» من قبل قناة الأطفال. شاركت ميمون بين شهريّ كانون الأوَّل 2008 وكانون الثّاني 2009 في المهرجان المسرحي "فستيجال"، وغنّت أغنية: "أدرِك المهرجان"، وأغنية الافتتاح "أغنّي لك"، التي حصلت بها على المرتبة الثّانية، وأغنية: "أنا بعضٌ منك" التي أدّتها في القسم الثّاني من المهرجان. في شهر آب 2009 بدأت ميمون بالتّعاوُن مع المطرب سكازي، وأصدرت بالمشاركة معه أغنية: "سوف ألاحقك". أعلنت ميمون في شهر كانون الأوَّل عام 2009 عن تعاوُنها مع المغنّي شمعون بوسكيلا، وقدّماعرضًا مشتركًا تضمّن أغاني لميمون وأخرى لبوسكيلا. ومن أجل هذا العرض كتب ديدي شاحر أغنية خاصَّة لهذا العرض، لحّنها بوسكيلا، وصدرت الأاغنية فيما بعد وحدها. بدءًا من شهر آذار 2010 قدَّمت ميمون هذا العرض في جميع أنحاء البلاد أكثر من 300 مرَّة. وهناك أغنية أخرى صدرت في آب من نفس العانم هي أداء جديد لميمون وبوسكيلا لأغنية "نشيد الأمل"، التي لحّنها في الأصل بوسكيلا لميري مسيكا. في 31 آذار 2011 أصدرت ميمون ألبوم العرض المشترك مع بوسكيلا: ألبوم العرض الحيّ، وتضمَّن 16 أغنية من العرض الذي تمَّ تسجيله في "ريدنج 3" خلال شهر كانون الأوَّل. وبمناسبة صدور الألبوم صدرت أغنية أخرى من العرض المذكور هي: "حتّى نهاية العالم"، من تلحين بوسكيلا، وهي أغنية لحّنها في الأصل للمطربين حاييم موشيه ويوآف يتسحاق من كلمات يوسي جيسبان. وفي الثّاني من حزيران، والعاشر من أيلول 2011، و16 حزيران 2012 قدّمت ميمون بمشاركة بوسكيلا عروضًا على المسرح الكبير في قيسارية، حضره 3500 مشاهد. وفي الأوَّل من آب أصدر الاثنان أغنية جديدة عنوانها: "أيّام سعيدة" من تأليف ميخائيل فاكنين وتلحين شمعون بوسكيلا نفسه. في شهر أيلول حاز ألبومهما المشترك على لقب "الألبوم الذّهبيّ" بعد أن بيع منه أكثر من 30,000 نسخة. كما حصلَ الثّنائيّ على لقب "طاقم العام" للعام 2011 في معظم قنوات الرّاديو الإسرائيليّة، ومن ضمنها: "جالاتس" (الإذاعة العسكريَّة)، "والقناة الثّالثة (ريشِت جيمل). في 15 أيّار 2012 صدرت الأغنية الخامسة والأخيرة من العرض، "كم من الحبّ" وذلك بمناسبة انتهاء العروض المشتركة للثّنائيّ ميمون وبوسكيلا. بعدها شاركت ميمون في ألبوم المغنّي ماتي كاسبي "توأم الرّوح"، وقدّمت بالمشاركة معه أداءً جديدًا لأغنية "سامبا لاثنين". في السّادس من حزيران 2012 صدرت أغنية "ثلج في الهجير"، من الألبوم الثّالث الذي من المزمع أن يصدر خلال هذا العام. الأغنية من تأليف يوآف جيناي، وتلحين تومر هدادي، وفي 24 تمّوز صدرت أغنية "أنتظر رجوعك"، من تأليف وتلحين موران جمليئل.

### خارج إسرائيل
في كانون الثّاني 2008 قامت ميمون بالتّزامُن مع إصدار ألبومها الثّاني في إسرائيل بتسجيل البوم دوليّ عنوانه"Standing on My Own". وقامت بالإعلان عنه بالتّزامُن مع إصدار ألبومها في إسرائيل، لكنّها لم تطرحهُ في الأسواق المحليَّة أو العالميَّة، وفي وقت لاحق قامت بجمعه والتحرُّز عليه.
تنافست ميمون على لقب: "Favorite Act" في احتفاليَّة EMA الأوروبيَّة التّابعة لقناة إم تي في في تشرين الثاني2008. كانت هذه هي المرَّة الأولى التي يتنافس فيها فنّان إسرائيليّ على هذا اللَّقب، ويشارك في مثل هذه الاحتفاليَّة. في الرّابع من تشرين الثاني أذاعت محطّات الراديو في إسرائيل الأغنية التي شاركت فيها شيري ميمون بالمسابقة المذكورة، وكانت هذه أغنية جديدة خاصَّة بتلك الاحتفاليَّة، وعنوانها: «بعضٌ منك»، من تأليف شيري ميمون، بالتّعاوُن مع دافيد دانئيل، وميخال بخار، وتلحين دور دانئيل. وصدرت من الأغنية نُسخة إنجليزيَّة، من كلمات إيتي بن حورين، وجوش سنايدر، تلحين وإنتاج تومِر بيران. حصلت ميمون في المسابقة على المرتبة الثّالثة، وجاءت قبل المغنيَّة ليونا لويس.
بعد منافستها على لقب "Favorite Act"، اختيرت ميمون كي تُمثِّل إسرائيل في المشروع الموسيقيّ الذي بادرَت إليه شركةإيمي واسمه: Global One. وكانت أغنيتها باكورة أغاني هذا الألبوم بعنوان: «واصل سيرَك»، شاركها فيها مُغنّي الرّاب أورتيغا.
قرَّرت منظّمة«صندوق جمع التبرعات من أجل الاستيطان اليهودي في البلاد» (كيرن هيسود)، بمناسبة مرور 90 عامًا على إنشائه، أن تَتّخذ من شيري ميمون ممثِّلاً لها في الحملة الإعلانيَّة التي قامت بها المنظَّمة في أنحاء أمريكا اللاتينيَّة، وهكذا قدَّمت ميمون عروضًا لأغانيها العبريَّة، مثل: «أورشليم الذهب»، «ونشيد الأمل»، كما أدَّت بعض الأغاني بالإسبانيَّة (منها بعض أغاني المطربة مرسيدس سوسا في الأرجنتين في مسرح «جران ريكس» مثلاً، وفي البرازيل، والأوروغواي.

### تمثيل وتقديم برامج في التّلفزيون
انضمَّت شيري ميمون إلى طاقم الإذاعيين الذين يقدِّمون البرنامج التّلفزيونيّ «إكزيت»، وعملت إلى جانب: عوفر شيختر، مالي ليفي، ياعيل جولدمان، وآسي عازر.
في ذار عام 2006 بدأ بثّ مسلسل «فتيات سيئات السمعة» (بالعبريَّة:ילדות רעות)، ولعبت ميمون في هذا المسلسل دور مايا جولد، التي كانت مغنِّية موهوبة تعمل في شركة التّسجيلات «مونكول»، وتبذُل قصارى جهدها للحفاظ على حبيبها، ومساعدة أخيها المدمن على المخدِّرات.
كما مثّلت في صيف 2006 في فيلم «NO مخرج» إلى جانب المذيعين في برنامج «إكزيت».
في أيّار من عام 2006 عُرِضت على مسرح «هبيما» (وهو من أعرق المسارح في إسرائيل) مسرحيَّة غنائيَّة تستند إلى فيلم «الفرقة»، وقد شاركت ميمون في المسرحيَّة، ولعبت دور الفتاة نوعا، التي لعبت دورها في الفيلم الأصليّ دافنا أرموني. نالت المسرحيَّة إعجاب النُّقّاد، وشاهدها قرابة مئة ألف متفرِّج. انتهى عرض المسرحيَّة في تشرين الثّاني 2007، بعد 200 عرض.
في-8 آذار من عام 2011 كانت ميمون عريفة احتفال التمهيد للأوروفزيون بمشاركة آكي أفني.
وفي-25 تشرين الأول 2011 تزوَّجت شيري ميمون يوني رجوان.

## ديسكوغرافيا

### ألبومات
1. «شيري ميمون» (2 أيلول 2005) - ألبوم ذهبيّ (+20,000 نُسخَة)
2. «لحظة قبل أن...» (10 كانون الثاني 2008)
3. "Standing on My Own"قالب:כ (10 كانون الثاني 2008) [1]
4. «العرض المشترك» (31 آذار 2011) - الألبوم الذَّهبيّ  (+30,000 نسخة)

### أغانٍ مفرَدة
من ألبوم «شيري ميمون»:
1. إلى أن تفهمني (21 تشرين الثاني 2004)
2. الصمت الذي يبقى (13 شباط 2005)
3. حُبٌّ صغير (14 تموز 2005)
4. كم مِن مرَّةٍ... (27 تشرين الأول 2005)
5. أينَما تذهبين (22 كانون الثاني 2006)

من ألبوم «لحظة قبل أن...»:
1. الصّفح خير (10 كانون الأول 2007)
2. لمّا غادَرتَ (4 شباط 2008)
3. أحبّي نَفسَك قليلاً (26 آذار 2008)
4. أحبَبتُ أن تَعلَمَ (24 حزيران 2008)

متفرِّقات:
1. Now That Your'e Gone بعضٌ مِنكَ (4 تشرين الثاني 2008) - في إطار MTV EMA 2008
2. واصِل سَيرَكَ (18 أيار 2009) - في إطار Global One
3. سوف أطارِدك (5 آب 2009) - استضافها سكازي

من العرض المشترَك (مع شمعون بوسكيلا):
1. المطر الآتي (13 كانون الثاني 2010)
2. نشيدُ أمل (29 آب 2010)
3. حتّى نهاية العالم (3 نيسان 2011)
4. أيّامٌ سعيدة (1 آب 2011)
5. كم من الحبّ (15 أيار 2012)

من الألبوم الثّالث (يأتي الاسمُ فيما بعد):
1. ثلجٌ في الهجير (6 حزيران 2012)
2. أنتظرُ رجوعَكَ (24 تموز 2012)

## جوائز وألقاب حصلت عليها
1. امرأة العام في الموسيقى- حفل الإعلان عن «شخصيّات العام» 2005 للقناة التّلفزيونيَّة«كيشِت» (القناة الثانية 2) وصحيفة معاريف.
2. مغنِّية العام للعام 2005 - اختارتها شبكة الإذاعة الثّالثة (ريشت جيمل)، راديو «قلب المدينة» (ليف هعير) راديو قلب الدّولة (ليف همدينة)، راديو منتصف الطَّريق (راديو إمتساع هديرخ)، راديو حيفا، راديو أورشليم، مجلّة النّاشئة روش 1، وموقع الإنترنتّ: والله!.

أغنية العام للعام 2005 - «الصَّمت الذي يبقى» اختيار ريشت جيمل (الإذاعة الثّالثة)، راديو منتصف الطّريق (بالعبريَّةרדיו אמצע הדרך)، مجلّة النّاشئة «روش 1» (بالعبريَّة:ראש 1)، وموقع صحيفة «يديعوت أحرونوت» (ynet)، عن أغنية: «حُبّ صغير»، من راديو «قلب المدينة» (بالعبريَّة:רדיו לב המדינה).
1. قفزة العام - حفل جوائز عامي 2006.
2. مغنِّية العام للعام 2005 - حفل اختيارات الأأطفال من قبل قناة الأطفال.
3. مغنِّية العام للعام 2008 - حفل اختيارات الأطفال من قبل قناة الأطفال، ومجلّة النّاشئة «روش 1» ومحطّة الراديو "ClickFM".
4. المرتبة الأولى في مجموعة "Israeli Act"- حفل جوائز "MTV Europe Music Award 2008"
5. المرتبة الثّالثة في مجموعة "Favorite Act"- حفل جوائز "MTV Europe Music Award 2008"
6. مغنِّية العام للعام 2009 - حفل اختيارات الأطفال من قبل قناة الأطفال.
7. طاقم العام للعام 2011 - اختيار شبكة الإذاعة الثّالثة ريشت جيمل والإذاعة العسكريَّةجال جالاتس (إلى جانب المغنّي شمعون بوسكيلا).

## هوامش
1. ↑  لم توزِّع شيري ميمون هذا الألبوم، واسترجعت جميع نُسخه بعد عام

## وصلات خارجيَّة
- موقع شيري ميمون نسخة محفوظة 9 أغسطس 2005 على موقع واي باك مشين.
- شيري ميمون على موقع ماي سبيس
- شيري ميمون على موقع IMDb (الإنجليزية)
- شيري ميمون على موقع ميوزك برينز (الإنجليزية)
- شيري ميمون على موقع ديسكوغز (الإنجليزية)
- شيري ميمون على موقع قاعدة بيانات الفيلم (الإنجليزية)